# GAIC WZ-7 Soaring Dragon
Il WZ-7 Soaring Dragon è un UAV di tipo HALE (High-Altitude Long Endurance) sviluppato in Cina per missioni di ricognizione.

## Tecnica
Progettato da Chengdu Aircraft Industry Group e costruito da Guizhou Aircraft Industry Corporation, il WZ-7 è un aeromobile a pilotaggio remoto della stessa classe del Global Hawk statunitense ed ha come vocazione primaria le missioni ad alta quota e di lunga durata. A differenza del suo pariclasse, esso presenta la cosiddetta ala congiunta nella quale l'ala a freccia, di 24,86 m di apertura, è unita tramite due semiali più piccole a freccia inversa, al dorso della gondola del motore. Tale configurazione congiunta delle ali fa sì che queste risultano essere più rigide e meno flessibili, offrendo al drone un maggiore rapporto portanza-resistenza rispetto ad un convenzionale UAV HALE.
Per quanto riguarda la propulsione, si ritiene che questa sia assicurata da un turboreattore Guizhou WP-13, copia del Tumanski R-13 russo, o un turboreattore a doppio flusso da 4.400 di spinta di tipo imprecisato.

## Utilizzatori
Cina
- Zhongguo Renmin Jiefangjun Kongjun